# George Montgomery (acteur)
Pour les articles homonymes, voir George Montgomery et Montgomery.
George Montgomery est un acteur et réalisateur américain, né le 27 août 1916 à Brady (en) (Montana) et mort le 12 décembre 2000 à Rancho Mirage (Californie).

## Biographie

### Origines et formation
George Montgomery Letz naît en 1916 à Brady (en) dans le Nord du Montana de parents exploitants agricoles, des Russes originaires de Nikolaïev (Sud de l'Ukraine actuelle), immigrés aux États-Unis : il est le benjamin des quinze enfants du couple, qui adopte néanmoins quatre autres enfants. Le jeune George Montgomery est élevé dans un grand ranch où il apprend à monter à cheval et à s'occuper du bétail quotidiennement. 
Pendant une brève période, il est boxeur poids lourds avant de s'inscrire à l'université du Montana, à Missoula. Il pratique l'athlétisme universitaire et, pour les études, tente de se spécialiser en design d'intérieur, mais il abandonne le tout après seulement un an, plus intéressé par une carrière cinématographique.

### Carrière

#### Les studios Republic Pictures
George Montgomery quitte donc le Montana pour Hollywood et, deux jours après son arrivée dans la capitale du cinéma, il trouve un travail comme cascadeur sur le tournage du film de la MGM, Marie Walewska (Conquest) dans lequel joue la grande star Greta Garbo.
Ses compétences de cow-boy lui valent d'être embauché comme cascadeur chez Republic Pictures et, en 1935, il obtient un petit rôle dans le western de Gene Autry, The Singing Vagabond. Il a alors 18 ans.
Pendant quatre ans, sous le nom de George Letz il enchaîne petits rôles et cascades dans des westerns à petit budget. En 1938, sa photographie paraît dans le magazine Life au côté d'autres photos de jeunes espoirs masculins ; la légende de sa photo indique qu'il « mesure 1 mètre 90, pèse 95 kg, est bon cavalier, et est très beau. ». »

#### À la 20th Century Fox
En 1939, il signe un contrat chez 20th Century Fox, qui le lance sous le nom de George Montgomery. Son premier film là-bas est The Cisco Kid and the Lady, un western qui sera le premier opus de la série Cisco Kid. Il a un petit rôle dans La Rançon de la gloire et un plus grand dans Jeunesse (Young People, 1940) dans lequel joue Shirley Temple.

#### Premiers grands rôles
En 1941, il obtient le premier rôle masculin dans The Cowboy and the Blonde où il incarne une star de rodéo qui « mâte » une actrice mégère incarnée par Mary Beth Hughes.  La célèbre chanteuse Dinah Shore, qui deviendra sa femme deux ans plus tard, dira qu'elle est tombée amoureuse de lui quand elle a vu ce film. 
Montgomery continue de tourner dans des westerns de série B, et en 1942, décroche son premier rôle dans un grand film, Ce que femme veut (Orchestra Wives) face à Ann Rutherford. Il enchaîne avec Ten Gentlemen from West Point avec Maureen O'Hara, dans un rôle initialement destiné à Tyrone Power. Il est l'objet de la convoitise de Ginger Rogers dans la comédie La Folle Histoire de Roxie Hart (Roxie Hart) - considéré comme un des meilleurs films de Montgomery - et séduit la belle Gene Tierney dans La Pagode en flammes (China Girl). Tous ces films seront des succès au box-office.
Avec L'Île aux plaisirs (Coney Island, 1943), il tourne dans son premier film en Technicolor et a pour partenaire la plus célèbre pin-up de l'époque, Betty Grable. Ce film musical sera le plus grand succès commercial dans la carrière de George Montgomery. Selon une notice nécrologique, la façon de parler de l'acteur rappelait souvent la grande star Clark Gable, et quand Montgomery s'est laissé pousser la moustache, la ressemblance avec Gable était encore plus frappante, comme l'atteste L'Île aux plaisirs.

#### Pendant la guerre
Au cours de la deuxième guerre mondiale, il était prévu que Montgomery reprenne les rôles initialement destinés à Tyrone Power et Henry Fonda - qui s’étaient engagés dans la Marine - dans les films Les Marins de l'Orgueilleux (Down the Sea to the Ships) et Bird of Paradise. Cependant, Montgomery finit lui aussi par s'enrôler dans les forces aériennes de l'armée américaine en 1943.
Il est démobilisé en 1946 et revient à la Fox, qui lui donne le rôle principal dans la comédie musicale Three Little Girls in Blue aux côtés de June Haver et Vera-Ellen. Fox lui fait ensuite incarner le détective privé Philip Marlowe dans La Pièce maudite (The Brasher Doubloon), tiré d'un roman de Raymond Chandler.
Mais Montgomery n'est pas heureux à la Fox : la chanson This is Always qu'il interprétait (il était doublé) en duo avec June Haver dans Three Little Girls in Blue, est coupée au montage. De plus il doit tourner dans un western secondaire, Belle Starr's Daughter. Mécontent de ses rôles, il quitte la Fox en septembre 1947.
Il se tourne alors vers d'autres studios. En 1948, la Columbia Pictures lui donne le premier rôle dans Lulu Belle face à Dorothy Lamour, mais le film ne sera pas un succès. Il passe ensuite aux studios United Artists et retrouve Dorothy Lamour dans The Girl from Manhattan. Puis il incarne Davy Crockett dans Davy Crockett, Indian Scout, et tourne d’autres westerns secondaires.

#### Star des films à petit budget
Montgomery s'essaye dans un film de cape et d'épée, The Sword of Monte Cristo (1951), puis revient aux westerns avec une longue série de films à petit budget dans lesquels il tient cependant toujours le rôle principal.
Ayant créé sa propre société de production, Mont Productions, il se tourne vers la télévision et produit et réalise en 1958 une série western en 26 épisodes, Cimarron City, qui sera diffusée sur la chaîne NBC jusqu'en 1959. Il y joue le rôle du maire Matt Rockford ; ses partenaires sont John Smith et Audrey Totter.
Puis il retrouve la MGM pour un film d’aventure mineur, Watusi, la suite du célèbre Mines du roi Salomon de 1950. Suivra un autre western, King of the Wild Stallions, en 1959.
Il fait également des apparitions dans plusieurs séries télévisées, dont le western Bonanza, et il est invité dans des émissions de divertissement.
Parlant de son métier d'acteur, il dira plus tard : « Jouer m'a toujours été facile. Je n'ai fait que jouer mon propre rôle, et j'ai toujours eu la chance d'avoir des gens comme Ginger Rogers et Maureen O’Hara pour travailler avec moi. »

#### Années 1960 et 1970
En 1961, il réalise et co-écrit un film de guerre, The Steel Claw qu'il tourne dans les Philippines et dans lequel il tient le rôle principal. 
En 1965, les studios Warner Bros lui donnent le rôle du sergent Duquesne dans leur superproduction La Bataille des Ardennes (Battle of the Bulge), tourné en Espagne. En 1967, Montgomery joue dans Hallucination Generation, qui dénonce les dangers de la drogue LSD, puis dans un film de guerre yougoslave, Bomb à 10:10. 
En 1970, Montgomery part en Afrique du Sud où le studio Panorama Film tourne un film retraçant la seconde guerre des Boers, Strangers at Sunrise. Montgomery en profite pour tourner là-bas son propre film, Satan's Harvest, dans lequel il interprète un détective aux côtés de Tippi Hedren, et qui sort en 1970. 
A la télévision, il tourne dans un téléfilm policier, Ride the Tiger (1970) et fait des apparitions dans des séries télévisées comme L'Homme qui valait trois milliards et The Odd Couple.
Il publie une autobiographie en 1981, The Years of George Montgomery.

### Vie privée
George Montgomery a fréquenté de grandes actrices : il se fiance à la séductrice Hedy Lamarr ; le mariage est prévu mais doit être reporté du fait de l'enrôlement de Montgomery dans l'armée de guerre. À son retour trois ans après, il trouve Hedy mariée à l'acteur John Loder. Il a ensuite une relation avec sa partenaire à l'écran, Ginger Rogers. Lui succède la croqueuse d'hommes Lana Turner, qu'il fréquentera pendant un an. Puis il rencontre la chanteuse et actrice Dinah Shore. Ils ont tous les deux 27 ans quand ils s’épousent en décembre 1943. Une fille naîtra quatre ans plus tard, Melissa Ann "Missy" (qui deviendra actrice) ; ils adoptent un garçon, John "Jody" David, en 1954. Le couple divorce en 1963. Montgomery ne se remariera pas.
L'année de son divorce, il fait la couverture de tous les journaux quand sa gouvernante est accusée d’avoir tenté de le tuer. Elle aurait souffert d'une attirance obsessionnelle pour son employeur et elle projetait de le tuer puis de se suicider.

### Retraite et mort
Les rôles se faisant de plus en plus rares, George Montgomery se retire dans sa maison dans le désert californien et se consacre au loisir qu'il pratique depuis son enfance, l'ébénisterie. Il conçoit et construit des meubles et des maisons en bois pour famille et amis avec l'aide des vingt artisans qu'il emploie. 
En 1974, il apprend la sculpture en autodidacte et produira cinquante bronzes sur le thème de la conquête de l'Ouest - qui le fascine depuis son enfance - parmi lesquels des statues équestres représentant sur un cheval ses amis acteurs Ronald Reagan, John Wayne et Clint Eastwood.
De son vivant, ses sculptures, peintures et meubles sont exposées à Los Angeles au musée Gene Autry en 1991, et avant cela, à New York, Seattle et dans le Montana.
George Montgomery meurt en 2000 en Californie, à l'âge de 84 ans. 

### Hommages
Pour la contribution de George Montgomery à l'industrie du cinéma et de la télévision, une étoile lui est attribuée sur le Hollywood Walk of Fame, au niveau du no 6301.
Par ailleurs, une statue le représentant en cow-boy est érigée en sa mémoire sur la place publique de Plentywood, dans son Montana natal, le 3 juillet 2004.

## Filmographie

### Comme acteur
- 1935 : The Singing Vagabond (en) de Carl Pierson : un soldat
- 1937 : Springtime in the Rockies de Joseph Kane : un cowboy qui danse
- 1938 : The Purple Vigilantes (en) de George Sherman : un parieur (crédité George Letz)
- 1938 : The Old Barn Dance (en) de Joseph Kane
- 1938 : The Lone Ranger de William Witney et John English: Jim Clark
- 1938 : Outlaws of Sonora (en) de George Sherman : guichetier de banque
- 1938 : Crépuscule (Under Western Stars) de Joseph Kane : vacher
- 1938 : Gold Mine in the Sky (en) de Joseph Kane : vacher
- 1938 : Army Girl de George Nichols Jr. : un soldat
- 1938 : Pals of the Saddle de George Sherman : un cavalier (crédité George Letz)
- 1938 : Le Retour de Billy the Kid (Billy the Kid Returns) de Joseph Kane  : un homme de main
- 1938 : Come On, Rangers (en) de Joseph Kane : un Texas ranger
- 1938 : Hawk of the Wilderness (en) de William Witney et John English : Tom
- 1938 : Shine On, Harvest Moon (en) de Joseph Kane : un voleur de bétail
- 1939 : The Mysterious Miss X (en) : un policier
- 1939 : I Was a Convict : rôle intdéterminé
- 1939 : Rough Riders' Round-up (en) : Joe le télégraphiste
- 1939 : Southward Ho (en) de Joseph Kane
- 1939 : Les Cavaliers de la nuit : un gangster
- 1939 : Frontier Pony Express (en) de Joseph Kane : le lieutenant Harris
- 1939 : Man of Conquest de George Nichols Jr. : le jeune lieutenant, aide de camp de Jackson
- 1939 : S.O.S. Tidal Wave de John H. Auer
- 1939 : In Old Caliente (en) de Joseph Kane : l'homme de main de Curly
- 1939 : Wall Street Cowboy (en) de Joseph Kane : vacher
- 1939 : In Old Monterey (en) de Joseph Kane : soldat
- 1939 : The Arizona Kid (en) de Joseph Kane : vacher
- 1939 : Saga of Death Valley (en) de Joseph Kane : homme de main
- 1939 : South of the Border de George Sherman : un bandit
- 1939 : The Cisco Kid and the Lady (en) de Herbert I. Leeds : Tommy Bates
- 1940 : La Rançon de la gloire (Star Dust) de Walter Lang : Ronnie
- 1940 : Hi-Yo Silver (en) de William Witney et John English : Jim Clark
- 1940 : Jeunesse (Young People) : Mike Shea
- 1940 : Charter Pilot de Eugene Forde : Charlie Crane
- 1940 : Jennie (en) de David Burton : Franz
- 1941 : The Cowboy and the Blonde (en) de Ray McCarey : Lank Garrett
- 1941 : Accent on Love de Ray McCarey : John Worth Hyndman
- 1941 : Le Dernier des Duane (Last of the Duanes) de James Tinling : Buck Duane
- 1941 : Riders of the Purple Sage de James Tinling : Jim Lassiter
- 1941 : Cadet Girl (en) de Ray McCarey : Tex Mallory
- 1942 : Roxie Hart de William A. Wellman : Homer Howard
- 1942 : Ten Gentlemen from West Point d'Henry Hathaway : Joe Dawson
- 1942 : Ce que femme veut (Orchestra Wives) de Archie Mayo : Bill Abbot
- 1942 : La Pagode en flammes (China Girl) de Henry Hathaway : Johnny
- 1943 : L'Île aux plaisirs (Coney Island) de Walter Lang : Eddie Johnson
- 1943 : Bomber's Moon de Charles Fuhr : le capitaine Jeffrey Dakin
- 1946 : Trois Jeunes Filles en bleu (Three Little Girls in Blue) de Bruce Humberstone : Van Damm Smith
- 1947 : La Pièce maudite (The Brasher Doubloon) de John Brahm : Philip Marlowe
- 1948 : Lulu Belle de Leslie Fenton : George Davis
- 1948 : The Girl from Manhattan de Alfred E. Green : le révérend Tom Walker
- 1948 : Belle Starr's Daughter (en) de Lesley Selander: le marshal Tom Jackson
- 1950 : Éclaireur indien (en) (Davy Crockett, Indian Scout) de Lew Landers : Davy Crockett
- 1950 : Dakota Lil de Lesley Selander : Tom Horn alias Steve Garrett
- 1950 : The Iroquois Trail de Phil Karlson : Nat Cutler alias Œil de Faucon
- 1951 : L'épée de Monte-Cristo (en) (The Sword of Monte Cristo) de Maurice Geraghty : le capitaine Renault
- 1951 : The Texas Rangers : Johnny Carver
- 1952 : Les Derniers Jours de la nation Apache (en) : le capitaine Chase McCloud
- 1952 : La Folie de l'or (Cripple Creek) : Bret Ivers
- 1952 : Le Trappeur des grands lacs (The Pathfinder) de Sidney Salkow : l'éclaireur
- 1953 : Jack McCall Desperado : Jack McCall
- 1953 : Fort Ti : le capitaine Jed Horn
- 1953 : Tempête sur le Texas (en) (Gun Belt) : Billy Ringo
- 1954 : La Bataille de Rogue River (The Battle of Rogue River) de William Castle : le major Frank Archer
- 1954 : The Lone Gun : Cruze
- 1954 : La Terreur des sans-loi (en) (Masterson of Kansas) : Bat Masterson
- 1955 : Seminole Uprising : le lieutenant Cam Elliott
- 1955 : Robbers' Roost : Tex alias Jim Wall
- 1956 : La Caravane des hommes traqués (Canyon River) : Steve Patrick
- 1956 : Huk! : Greg Dickson
- 1957 : Last of the Badmen : Dan Barton
- 1957 : Gun Duel in Durango : Dan Tomlinson alias Will Sabre
- 1957 : L'Indien blanc (en) (Pawnee) de George Waggner : Flêche Pale alias Paul Fletcher
- 1957 : L'Homme au bandeau noir (Black Patch) : le marshal Clay Morgan
- 1957 : Street of Sinners : John Dean
- 1958 : Man from God's Country : Dan Beattie alias John R. Taylor
- 1958 : Toughest Gun in Tombstone : le capitaine Matt Sloane
- 1958 : Badman's Country : Pat Garrett
- 1959 : King of the Wild Stallions : Randy Burke
- 1959 : Watusi : Harry Quartermain
- 1961 : Griffe d'acier (en) (The Steel Claw) : le capitaine John Larsen
- 1962 : Samar : le docteur John Saunders
- 1964 : Guerillas in Pink Lace
- 1965 : Django le Proscrit (El proscrito del río Colorado) : Ray O'Brien
- 1965 : La Bataille des Ardennes (Battle of the Bulge) de Ken Annakin : le sergent Duquesne
- 1966 : Hell of Borneo : John Dirkson
- 1966 : Hallucination Generation : Eric
- 1967 : Bomba u 10 i 10 de Charles Damjanovic : Steve Corbett
- 1967 : Hostile Guns de R. G. Springsteen : le shérif Gid McCool
- 1968 : Warkill de Ferde Grofé Jr.
- 1969 : Strangers at Sunrise de Percival Rubens
- 1970 : Ride the Tiger (TV)
- 1970 : Satan's Harvest : Cutter Murdock
- 1972 : The Leo Chronicles
- 1972 : The Daredevil de Robert W. Stringer : Paul Tunney
- 1984 : Children's Island (TV) : le président
- 1986 : Dikiy veter de Aleksandar Petrović : le major Nestorovic

### Comme réalisateur
- 1961 : Griffe d'acier (en) (The Steel Claw)
- 1962 : Samar
- 1964 : Guerillas in Pink Lace
- 1966 : Hell of Borneo
- 1970 : Satan's Harvest
- 1970 : Ride the Tiger (TV)

## Voix françaises
- Claude Bertrand dans
  - La Caravane des hommes traqués (1956) : Steve Patrick
- René Arrieu dans
  - L'Indien blanc (en) (Pawnee)  (1957) : Paul Fletcher, Flèche d’argent
- Roger Rudel dans
  - Django le Proscrit (1966) : Django